# Вірменське Відродження
Вірменське Відродження, Вірменський Ренесанс (вірм. Հայկական վերածնունդ) — умовний термін в культурознавстві та історичній науці, що позначає період історії вірменської культури з X по XIV століття.
Настав момент після вигнання арабів з Вірменії, коли 885 року внаслідок низки повстань вірменам нарешті вдалося відновити Вірменське царство на чолі з Ашотом I Багратуні, відзначивши початок нової золотої доби у вірменській історії. Таким чином вже з середини IX та X століття виникають передумови для вірменського Відродження. В цей час виникли сприятливі умови для розвитку торгівлі, ремесел, відродження міського життя. При Ашоті III (953—977) столиця царства — місто Ані, перетворилася на одне з найбільших і найкрасивіших міст Сходу. Особливого розквіту Ані досяг протягом царювання Гагіка I (989—1020).

## Діячі Вірменського Відродження

### Художня література
- Григор Нарекаці (951—1003)[4]
- Вардан Айказн[ru]
- Нерсес Шноралі[ru] (близько 1100—1173)
- Григор Марашеці[ru]
- Григор Тха[ru] (близько 1133—1193)
- Нерсес Ламбронаці (1153—1198)[1]

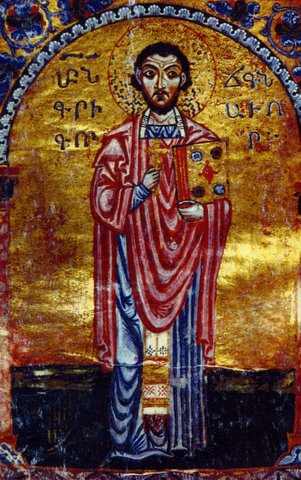
Григор Нарекаці (рукопис 1173 року)

- Вардан Айгекці[ru] (дата нар. невід. -1250)
- Ованес Аркаєхбайр[ru] (1220-і -1289)
- Ованес Ерзнкаці (1230—1293)
- Фрік (близько 1230-х—1310-і)
- Костандін Ерзнкаці (близько 1250-х—1314/1328)
- Хачатур Кечареці (1260—1331)
- Мовсес Ерзнкаці[ru] (близько 1250-х—1323)
- Кіракос Ерзнкаці[ru] (близько 1270—1356)
- Тертер Єреванці[ru]
- Ованес Тлкуранці

### Історіографія
- Товма Арцруні[ru][4]
- Ованес Драсханакертці[ru] (між 845/850—близько 929)[4]
- Ухтанес[ru] (близько 935—1000)
- Мовсес Дасхуранці
- Шапух Багратуні[ru]
- Анонім Арцруні
- Степанос Таронеці[ru]
- Арістакес Ластіверці[ru] (до 1022—між 1072/1087)
- Матеос Урхаєці[ru] (друга половина XI століття — 1144)
- Самуел Анеці (близько 1100/1105—1185/90)
- Мхітар Гош (1120 рр.—1213)
- Мхітар Анеці[ru] (друга половина XII століття)
- Ованнес Тавушеці (Ванакан) (1181—1251)
- Вардан Аревелці (близько 1198—1271)
- Ованес Авагерец[ru]
- Кіракос Гандзакеці (близько 1200—1271)
- Смбат Спарапет (1208—1276)
- Мхітар Айріванеці
- Ваграм Рабуні[ru]
- Степанос Єпископ[ru]
- Гетум[ru] (середина 1240-х—1310-і)[1]
- Григор Акнерці[ru] (близько 1250—1335)
- Степанос Орбелян (дата нар. невід. -1304)
- Нерсес Паліаненц[ru] (дата нар. невід. -1367)
- Анонім Себастаці

### Богослов'я
- Хосров Андзеваці[ru] (дата нар. невід.—близько 963)
- Ананія Мокаці[ru] (близько 900—968)
- Ананія Нарекаці[ru] (дата нар. невід.—близько 980-х)
- Самуел Камрджадзореці[ru]
- Ованес Козерн[ru]
- Ананія Санахнеці[ru] (дата нар. невід. — 1070-е)
- Погос Таронеці[ru] (дата нар. невідомий.-1123)
- Ованес Імастасер (1045/1050—1129)[1]
- Акоп Санахнеці[ru] (дата нар. невід. — 1085)
- Саркіс Шноралі[ru]
- Давид Кобайреці[ru] (близько 1150—1220)
- Григор Скевраці[ru] (близько 1160/1170—1230)
- Ваграм Рабуні[ru]
- Геворг Скевраці (близько 1246—1301)
- Мовсес Ерзнкаці[ru] (близько 1250-е—1323)
- Ованес Арджишеці[ru] (дата нар. невід. -1327)
- Мхітар Саснеці[ru] (1260—1337)
- Ованес Воротнеці (1315—1386)
- Григор Татеваці (бл. 1346—1409)

### Мовознавство
- Григор Магістрос (бл. 990—1059)[7]
- Арістакес Гріч[ru]
- Ованес Ерзнкаці Плуз (бл. 1230—1293)[1]

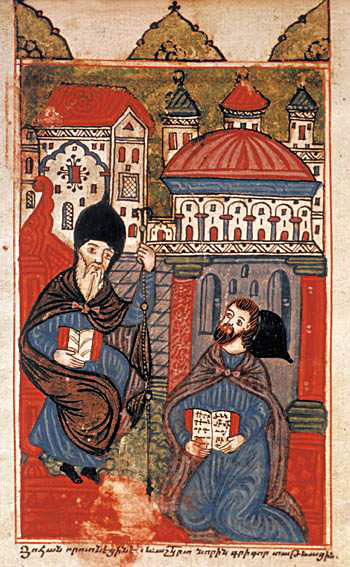
Ованес Воротнеці і Григор Татеваці, середньовічний рукопис

- Ованес Цорцореці[ru] (1270-і—1338)

- Єсаї Нчеці (1260/1265—ок. 1338)
- Геворг Скевраці (XIII — 1301)
- Ованес Крнеці (1290/1292—1347)
- Вардан Аревелці (бл. 1198—1271)

### Філософія
- Погос Таронеці[ru] (дата нар. невід.-1123)
- Ованес Імастасер (1045/1050—1129)
- Давид Кобайреці[ru] (близько 1150—1220)
- Ваграм Рабуні[ru]
- Ованес Ерзнкаці Плуз (близько 1230—1293)
- Ованес Воротнеці (1315—1386)
- Григор Татеваці (близько 1346—1409)

### Право
- Давид Алавкаворді (1070/1080—1140)
- Мхітар Гош (1120—1213)[1]
- Смбат Спарапет (1208—1276)